# Tricholoma cingulatum
Tricholome ceinturé
Espèce
Tricholoma cingulatum,  Tricholome ceinturé, est une espèce de champignons agaricomycètes de la famille des Tricholomataceae.